# Rana zhenhaiensis
Rana zhenhaiensis är en groddjursart som beskrevs av Ye, Fei och Matsui 1995. Rana zhenhaiensis ingår i släktet Rana och familjen egentliga grodor. IUCN kategoriserar arten globalt som livskraftig. Inga underarter finns listade i Catalogue of Life.